# 육상자위대의 주둔지 목록
이 문서는 일본 육상자위대의 주둔지에 관한 목록 문서이다.

## 현존하는 주, 분둔지
- 자위대 통합 사용
  - 이치가야 주둔지 (도쿄도 신주쿠구) (방위성 본청과 통합막료감부)

### 북부
모든 북부 기지는 홋카이도 안에 설치되어 있다.
- 엔가루 주둔지 (몬베쓰 군 엔가루정)
- 루모이 주둔지 (루모이시)
  - 누마타 분둔지 (우류 군 누마타정)
- 아사히카와 주둔지 (아사히카와시)
  - 지카부미다이 분둔지 (아사히카 시)
- 나요로 주둔지 (나요로시)
  - 왓카나이 분둔지 (왓카나이시)
  - 레분 분둔지 (레분 군 레분정)
- 소라치 군 가미후라노정
  - 가미후라노 주둔지
    - 다다 분둔지
- 비호로 주둔지 (아바시리 군 비호로정)
- 베쓰카이 주둔지 (노쓰케 군 베쓰카이정)
  - 시베쓰 분둔지 (시베쓰 군 시베쓰정)
    - 로스 분실 ( 메나시 군 라우스정)
- 구시로 주둔지 (구시로 군 구시로정)
- 오비히로 주둔지 (오비히로시)
  - 아쇼로 분둔지 (아쇼로 군 아쇼로정)
- 시카오이 주둔지 (가토 군 시카오이정)
- 시즈나이 주둔지 (히다카군 신히다카정)
  - 히다카 분둔지 (사루 군 히다카정)
- 유후쓰 군 아비라정
  - 아비라 주둔지
    - 하야키타 분둔지
- 에니와시
  - 기타에니와 주둔지
  - 미나미에니와 주둔지
  - 시마마쓰 주둔지
- 지토세시
  - 히가시지토세 주둔지
  - 기타지토세 주둔지
- 시라오이 군 시라오이정
  - 시라오이 주둔지
- 노보리베쓰시
  - 호로베쓰 주둔지
- 다키카와시
  - 다키카와 주둔지
- 비바이시
  - 비바이 주둔지
- 이와미자와시
  - 이와미자와 주둔지
- 삿포로시
  - 삿포로 주둔지
  - 마코마니이 주둔지
  - 오카다마 비행장
    - 나에보 분둔지

  - 도요히라 주둔지
- 굿챵 주둔지 (아부타 군 굿찬정)
- 하코다테시
  - 하코다테 주둔지

### 동북부
- 미야기현
  - 다가죠 주둔지 (다가조시)
  - 다이치 주둔지 (구로카와군 다이와정)
  - 센다이 주둔지 (센다이시 미야기노구)
    - 소리마치 분둔지 (미야기군 마쓰시마정)

  - 가스시노메 주둔지 (센다이 시와카바구)
  - 후나오카 주둔지 (시바타군 시바타정)
- 야마가타현
  - 진마치 주둔지 (히가시네시)
- 후쿠시마현
  - 후쿠미차 주둔지 (후쿠시마시)
  - 고리야마 주둔지 (고리야마시)
- 아오모리현
  - 아오모리 주둔지 (아오모리시)
  - 히로사키 주둔지 (히로사키시)
  - 하치노헤 주둔지 (하치노헤시)
- 아키타현
  - 아키타 주둔지 (아키타시)
- 이와테현
  - 이와테 주둔지 (다키자와시)

### 동부
- 이바라키현
  - 가쓰타 주둔지 ( 히타치나카시)
  - 쓰치우라 주둔지 (이나시키군 아미정)
  - 가스가미우라 주둔지 (쓰치우라시)
    - 아사히 분둔지 (이나시키 군 아미 정)

  - 고가 주둔지 (고가시)
- 사이타마현
  - 오미야 주둔지 ( 사이타마시 기타구)
  - 아사카 주둔지 (아사카시, 사이타마 현 와코시, 사이타마 현 와코시, 도쿄도 네리마구)
- 지바현
  - 마쓰도 주둔지 ( 마쓰도시)
  - 나라시노 주둔지 (후나바시시)
  - 시모시즈주둔지 (지바시)
  - 기사라즈 주둔지 (기사라즈시)
- 도쿄도
  - 네리마 주둔지 (네리마 구)
  - 구죠 주둔지 (기타구)
  - 미슈쿠 주둔지 (세타가야구)
  - 메구로 주둔지 (메구로구)
  - 요가 주둔지 (세타가야구)
  - 고다이라 주둔지 (고다이라시)
  - 히가시다치카와 주둔지 (다치카와시)
  - 다치카와 주둔지 (다치카와 시)
- 가나가와현
  - 요코하마 주둔지 (요코하마시 호도가야구)
  - 구리하마 주둔지 (요코스카시)
  - 무사시야마 주둔지 (요코스카 시)
  - 자마 주둔지 (사가미하라시)
- 야마나시현
  - 기타후지 주둔지 ( 미나미쓰루군 오시노촌)
- 시즈오카현
  - 후지 주둔지 (슨토군 오야마정)
  - 고텐바시
    - 고마카도 주둔지
    - 다키가하라 주둔지
    - 이타즈마 주둔지
- 도치기현 우쓰노미야시
  - 기타우쓰노미야 주둔지
  - 우쓰노미야주둔지
- 군마현
  - 소마가하라 주둔지 (기타군마군 신토촌)
  - 니시마치 주둔지 (다카하시시)
    - 요시이 분둔지 (다카하시 시)
- 니시가타현
  - 시바타 주둔지 (시바타시)
  - 다카다 주둔지 (조에쓰시)
  - 마쓰모토 주둔지 (마쓰모토시)

### 중부
- 시가현
  - 이마즈 주둔지 (다카시마시)
  - 오쓰 주둔지 (오쓰시)
- 교토부
  - 가쓰라 주둔지 (교토시)
  - 후쿠치야마 주둔지 (후쿠치야마시)
  - 호소노 분둔지 (소라쿠군 세이카정)
  - 우지시
    - 우지 주둔지
    - 오쿠보 주둔지
- 오사카부
  - 야오 주둔지 (야오시)
  - 시노다야마 주둔지 (이즈미시)
- 효고현
  - 가와니시 주둔지 (가와니시시)
  - 이타미 주둔지 (이타미시)
  - 센조 주둔지 (타미시)
  - 아오노하라 주둔지 (오노시)
  - 히메지 주둔지 (히메지시)
- 와카야마현
  - 와카야마 주둔지 (히다카군 미하마정)
- 도야마현
  - 도야마 주둔지 (도나미시)
- 이시카와현
  - 가나자와 주둔지 ( 가나자와시)
- 후쿠이현
  - 사바에 주둔지 (사바에시)
- 아이치현
  - 가스가이 주둔지 (가스가이시)
  - 모리야마 주둔지 (나고야시 모리야마구)
    - 기후 분둔지 (가카미가하라시)

  - 도요카와 주둔지 (도요카와시)
- 미에현
  - 히사이 주둔지 ( 쓰시)
  - 아케노 주둔지 (이세시)

- 돗토리현
  - 요나고 주둔지 ( 요나고시)
- 시마네현
  - 이즈모 주둔지 (이즈모시)
- 오카야마현
  - 니혼바라 주둔지 ( 가쓰타군 나기정)
  - 산게야 주둔지 ( 오카야마시)
- 히로시마현
  - 우미다 주둔지 ( 아키군 가이타정)
- 야마구치현
  - 야마구치 주둔지 ( 야마구치시)
    - 호후 분둔지 (호후시)
- 가가와현
  - 젠쓰지 주둔지 (젠쓰지시)
- 에히메현
  - 마쓰야마 주둔지 ( 마쓰야마시)
- 고치현
  - 고치 주둔지 (고난시)
- 도쿠시마현
  - 도쿠시마 주둔지 ( 오난정)
    - 기타도쿠시마 분둔지 (마쓰시게정)

### 서부
- 오이타현
  - 벳푸 주둔지 (벳푸시)
    - 오이타 분둔지 (오이타시)

  - 미나미벳부 주둔지 (벳푸 시)
  - 유후인 주둔지 (유후시)
  - 구스 주둔지 (구스군 구스정)
- 후쿠오카현
  - 고쿠라 주둔지 (기타큐슈시 고쿠라미나미구)
    - 도미노 분둔지 (기타큐슈 시 고쿠라기타구)

  - 이즈카 주둔지 (이즈카시)
  - 가스가시
    - 후쿠오카주둔지()
    - 가스가 주둔지

  - 오고리 주둔지 (오고리시)
  - 구루메시
    - 마야카와바라 주둔지
    - 구루메 주둔지
- 사가현
  - 메타바루 주둔지 (간자키 군 요시노가리정)
    - 도스 분둔지 (도스시)
- 나가사키현
  - 쓰시마 주둔지 (쓰시마시)
  - 아이노우라 주둔지 (사세보시)
  - 오무라시
    - 다케마쓰 주둔지
    - 오무라 주둔지
- 구마모토현 구마모토시
  - 기타구마모토 주둔지
  - 구마모토 주둔지
  - 겐군 주둔지
    - 다카유바루 분둔지 (가미마시키군 마시키정)
- 미야자키현
  - 에비노 주둔지 (에비노시)
  - 미야코노죠 주둔지 (미야코노조시)
- 가고시마현
  - 센다이 주둔지 (사쓰마센다이시)
  - 고쿠부 주둔지 (기리시마시)
- 오키나와현
  - 나하 주둔지 (나하시)
    - 시라카와 분둔지 (오키나와시)
    - 가쓰렌 분둔지 (우루마시)
    - 지넨 분둔지 (난조시)
    - 야에세 분둔지 (시마지리군 야에세정)
    - 미나미요자 분둔지 (이토만시, 오키나와 현 도리지리 군 야에세 정)

## 폐쇄된 주, 분둔지
- 아오모리 현, 무쓰시
  - 오미나토 주둔지 - 1962년 8월 3일 폐쇄.
- 미야기 현, 센다이 시미야기노 구
  - 기타센다이 주둔지 - 1958년 5월 1일 개설 ~ 1960년 8월 14일, 미나미센다이 주둔지와 통합, 센다이 주둔지가 되었음.
  - 미나미센다이 주둔지 - 1958년 3월 25일 개설 ~ 1960년 8월 14일, 기타센다이 주둔지와 통합, 센다이 주둔지가 되었음.
- 이바라키 현, 고가 시
  - 기타고가 주둔지 - 1954년 2월 20일 개설 ~ 1961년 8월 17일 , 미나미고가 주둔지와 통합, 고가 주둔지가 되었음.
  - 미나미고가 주둔지 - 1954년 2월 20일 개설 ~ 1961년 8월 17일, 기타고가 주둔지와 통합, 고가 주둔지가 되었음.
- 도쿄 도
  - 다케바시 주둔지 (지요다구) - 1960년 2월 10일 폐쇄.
  - 미나토구
    - 히노키쵸 주둔지 (현 도쿄 미드타운)
    - 시바우라 분둔지 (현 부지는 공원)

  - 엣추지마 주둔지 (고토구) - 1960년 1월 25일 폐쇄.
  - 도요시마 분둔지 (도요시마 구)
- 가나가와 현
  - 사쿠라기쵸 분둔지 (나카 구 (요코하마 시)) - 1966년 3월 29일 폐쇄.
  - 고야스다이 분둔지 (가나가와구) - 1966년 3월 29일 폐쇄.
  - 기시네쵸 분둔지 (고호쿠구) - 1966년 3월 29일 폐쇄.
  - 하나미다이 분둔지 (호도가야구) - 1966년 3월 29일 폐쇄.
- 시즈오카 현, 하마마쓰시
  - 하마마쓰 주둔지 - 1952년 10월 15일 개설 ~ 1955년 8월 1일 폐쇄.
- 아이치 현
  - 센료 분둔지 (도요카와시) - 1960년 12월 9일 폐쇄, 현재 센료 연습장.
  - 니시야마 탄약지부 (가스가이시) - 1960년 12월 9일 폐쇄, 현재 가스가이 주둔지.
- 교토 부, 마이즈루시
  - 마이즈루 주둔지 - 1953년 2월 25일 폐쇄.
- 오사카 부, 도요나카시
  - 도요나카 분둔지 - 2005년 3월 폐쇄.
- 오카야마 현, 구라시키시
  - 미즈시마 주둔지 - 현재 JFE스틸 니시니혼제철소, 미즈시마지구.
- 히로시마 현, 후쿠야마시
  - 후쿠야마 주둔지 - 현재 JFE스틸 니시니혼제철소, 후쿠야마 지구.
- 야마구치 현, 시모노세키시
  - 오즈키 주둔지 - 1957년 8월 20일 폐쇄.
- 에히메 현, 마쓰야마시
  - 오노 주둔지 - 마쓰야마 주둔지로 개명.
- 후쿠오카 현
  - 가시 주둔지 (후쿠오카시)
  - 기타큐슈 시
    - 조노 분둔지 (고구라기타 구) - 2008년 3월 24일 폐쇄.
    - 소네 주둔지 - 1966년 2월 21일 폐쇄, 현재 소네 훈련장.
- 오이타 현, 나카쓰시
  - 나카쓰 주둔지 - 1958년 6월 26일 폐쇄
- 나가사키 현, 사세보 시
  - 호리오 주둔지 - 1950년 9월 4일 개설. 1957년 9월 2일 폐쇄. 현, 하우스텐보스.
- 구마모토 현, 구마모토 시
  - 다쿠마바루 분둔지 - 현재 겐군 주둔지, 히가시 정, 히가시모토 정의 일부분.
- 가고시마 현, 가노야시
  - 가노야 주둔지 - 1955년 11월 21일 폐쇄.

## 참고
- “自衛隊法施行令”. 2008년 4월 7일에 원본 문서에서 보존된 문서. 2015년 3월 3일에 확인함.

## 같이 보기
- 해상자위대의 기지 목록
- 항공자위대의 기지 목록